# Faux a Chaud
Faux a Chaud es una localidad de Santa Lucía, que forma parte del distrito de Castries.